# Archytas purseglovei
Archytas purseglovei là một loài ruồi trong họ Tachinidae.